# Морай

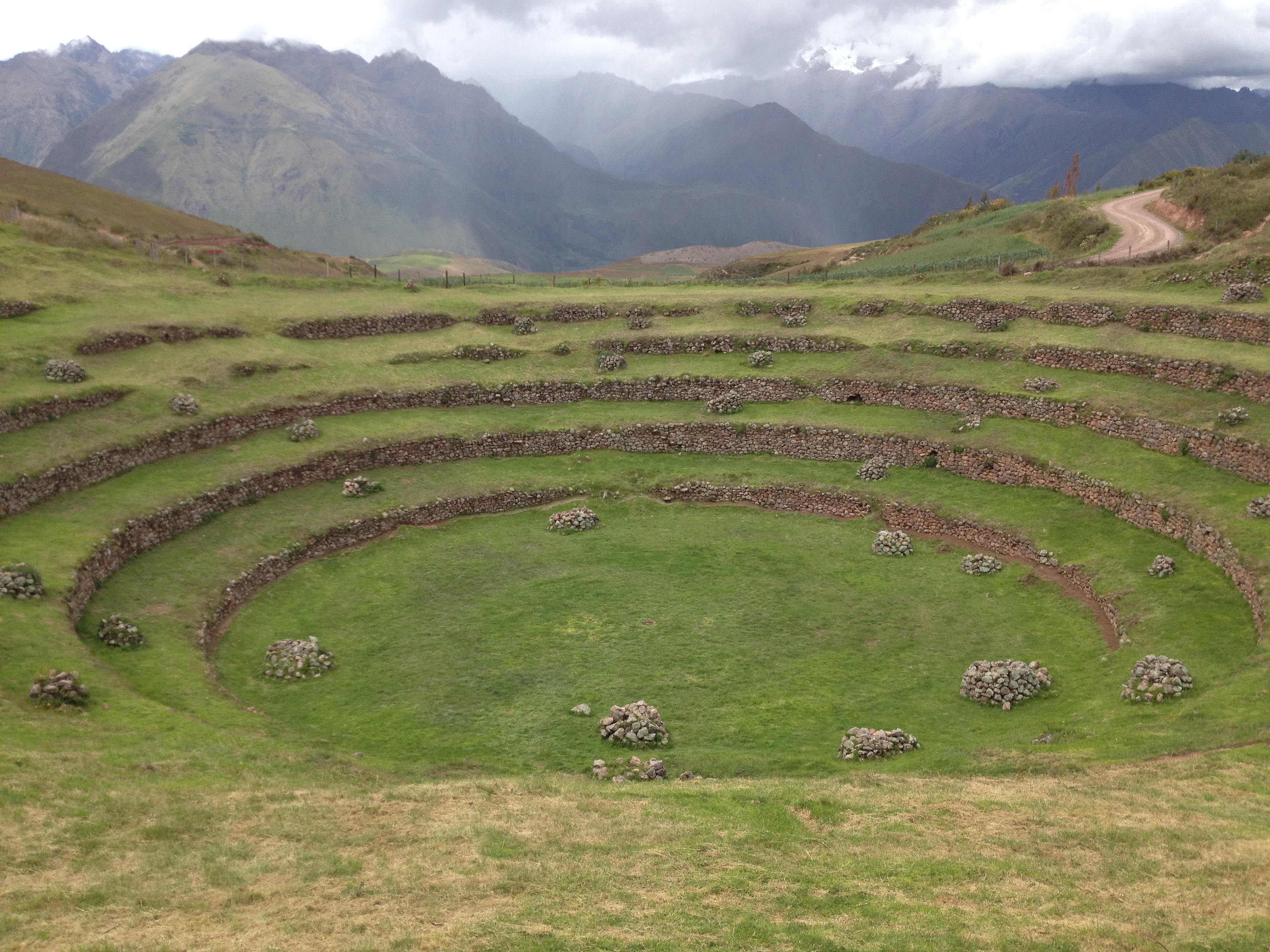
Морай

Морай — давнє андське місто часів імперії інків Тауантінсую. Лежить на відстані 50 км на північний схід від Куско, поруч з селом Марас. Це місто було виявлено з літака в 1932 році першою авіаційною археологічною експедицією на чолі з Робертом Шиппі й Джорджем Джонсоном, яка працювала в Південній Америці. Назва походить від слова морая (їжа з картоплі для знаті та Сапа Інки) або слова айморай, що відповідав місяцю травню та був часом збирання кукурудзи). Нині Морай є одним з туристичних місць Перу.

## Опис
Морай лежить на висоті 3,5 тисячі метрів на півдні Перу. Досі детально не вивчений археологами, перебуває в стадії дослідження. Являє собою чотири концентричні кола і нагадує величезний, самою природою Перу спотворений римський Колізей, який має у висоту 150 м. Також навколишні землі являють складну систему, влаштовану настільки добре, що це місце ніколи повністю не затоплює, незалежно від того, як сильно йде дощ.
Серед руїн вчені виявили величезні тераси, з яких складається Морай. Перші 7 терас представлені концентричними колами заввишки 15 м. Найнижча тераса лежить на глибині 70 м від рівня поверхні. Концентричні тераси розколоті багаторазовими сходами, які тягнуться вгору, як спиці колеса, і дають змогу людям йти від вершини до основи кола. Ще шість терас у формі еліпса оточують концентричне серце Морай, і вісім терасових платформ, які покривають частину периметра.
У місті присутні також глибокі поглиблення до 30 м. Мета цих поглиблень досі невідомі, проте встановлено, що коливання між верхньою та нижньою частиною становить 15 °C. За найбільш популярною гіпотезою — інки використовували одну територію для вирощування різних сільськогосподарських культур, щоб менше займати земель у гірській місцині. За іншою теорією — це була своєрідна дослідницька станція з агрономії для одомашнення, акліматизації, гібридизації диких видів овочевих, які були змінені або адаптовані інкськими землеробами для людського споживання. Про це свідчить дослідження пилку, які вказують, що ґрунти з різних областей імперії інків були імпортовані в кожну з великих круглих терас. Тут інки намагалися визначити, яке насіння і культури мають бути розповсюджені серед селян на всьому відрізку, що належить до Анд.
Інша загадка — як дренаж для води, що тече через акведуки, працював. Найнижчий рівень відмінно дренажує воду і ніколи не затоплюється, навіть після безперервних дощів. Імовірно, були підземні канали, побудовані для відводу води. Також стверджується, що пористим є дуже пористим природним гірським утворенням, яке дозволяє воді відразу ж відходити.